# Odd Christian Eiking
Odd Christian Eiking (Stord, 28 december 1994) is een Noors wielrenner die anno 2025 rijdt voor Unibet Tietema Rockets.

## Overwinningen
2015
Jongerenklassement Ronde van Noorwegen
 Noors kampioen op de weg, Beloften
2e etappe Ronde van de Aostavallei
2016
1e etappe La Méditerranéenne (ploegentijdrit)
Jongerenklassement Ronde van Noorwegen
2017
Boucles de l'Aulne
2018
3e etappe Ronde van Wallonië
2019
3e etappe Arctic Race of Norway
Bergklassement Arctic Race of Norway

## Resultaten in voornaamste wedstrijden
| Jaar | Ronde van Italië | Ronde van Frankrijk | Ronde van Spanje |
| ---- | ---------------- | ------------------- | ---------------- |
| 2016 |                  |                     | 77e              |
| 2017 |                  |                     | opgave           |
| 2018 |                  |                     |                  |
| 2019 |                  | 111e                |                  |
| 2020 |                  |                     |                  |
| 2021 |                  |                     | 11e              |
| 2022 |                  |                     |                  |
| 2023 |                  |                     |                  |
| 2024 |                  | 34e                 |                  |

| Jaar | Milaan-San Remo | Amstel Gold Race | Luik-Bast.‑Luik | Ronde van Lombardije | Waalse Pijl | Clásica San Sebastián |  | WK op de weg |  | Wereldranglijsten |
| ---- | --------------- | ---------------- | --------------- | -------------------- | ----------- | --------------------- |  | ------------ |  | ----------------- |
| 2016 |                 | opgave           | 72e             | 44e                  | 124e        |                       |  |              |  |                   |
| 2017 |                 | opgave           | 128e            |                      |             |                       |  | 56e          |  | 196e (UWT)        |
| 2018 |                 |                  |                 |                      |             |                       |  | 30e          |  |                   |
| 2019 |                 | 96e              | 37e             |                      | 66e         |                       |  |              |  |                   |
| 2020 |                 |                  |                 | 33e                  |             |                       |  | opgave       |  |                   |
| 2021 |                 |                  |                 | 53e                  |             | 7e                    |  | opgave       |  |                   |
| 2022 |                 |                  | opgave          | opgave               | 24e         | opgave                |  |              |  |                   |
| 2023 |                 |                  |                 |                      |             | 94e                   |  |              |  | 477e (UWR)        |
| 2024 | 33e             | 25e              | 88e             | 37e                  | 17e         | 39e                   |  |              |  | 395e (UWR)        |

### Resultaten in kleinere rondes
| Jaar | Tour Down Under | Parijs-Nice | Tirreno-Adriatico | Ronde van Catalonië | Ronde van het Baskenland | Ronde van Romandië | Critérium du Dauphiné | Ronde van Zwitserland | Ronde van Polen | Ronde van Guangxi |
| ---- | --------------- | ----------- | ----------------- | ------------------- | ------------------------ | ------------------ | --------------------- | --------------------- | --------------- | ----------------- |
| 2016 |                 | 83e         |                   |                     |                          |                    |                       | 49e                   |                 |                   |
| 2017 | 19e             |             |                   |                     | 61e                      | 90e                |                       | 21e                   | 13e             |                   |
| 2018 |                 |             |                   |                     |                          | 95e                | opgave                |                       |                 |                   |
| 2019 |                 |             |                   | 15e                 |                          | 66e                | opgave                |                       |                 | 6e                |
| 2020 |                 |             |                   |                     |                          |                    |                       |                       |                 |                   |
| 2021 |                 | 37e         |                   |                     | 33e                      |                    |                       |                       |                 |                   |
| 2022 |                 |             |                   | opgave              |                          |                    |                       |                       |                 |                   |
| 2023 |                 |             |                   |                     | 46e                      | 37e                |                       |                       |                 |                   |
| 2024 |                 |             | 35e               |                     |                          |                    | opgave                |                       |                 |                   |

## Ploegen
- 2014 –  Team Joker
- 2015 –  Team Joker
- 2016 –  FDJ
- 2017 –  FDJ
- 2018 –  Wanty-Groupe Gobert
- 2019 –  Wanty-Groupe Gobert
- 2020 –  Circus-Wanty-Gobert
- 2021 –  Intermarché-Wanty-Gobert Matériaux
- 2022 –  EF Education-EasyPost
- 2023 –  EF Education-EasyPost
- 2024 –  Uno-X Pro Cycling Team vanaf 8/2[1]
- 2025 –  Unibet Tietema Rockets

Borgersen · Eiking · Hoelgaard · Hoem · Jansen · Korsæth · Laengen · Lindau · Lunke · Skaarseth · Stien · Wilson · Halvorsen (stagiair)
Bonnet · Chavanel · Courteille · Delage · Démare · Eiking · Elissonde · Fischer · Fournier · Geniez · Hoelgaard · Konovalovas · Ladagnous · Le Bon · Le Gac · Lecuisinier · Maison · Manzin · Morabito · Offredo · Pichon · Pineau · Pinot · Reichenbach · Reza · Roux · Roy · Sarreau · Vaugrenard · Vichot · Doubey (stagiair) · Gaudu (stagiair) · Vincent (stagiair)
Bonnet · Cimolai · Courteille · Delage · Démare · Eiking · Fournier · Gaudu · Guarnieri · Hoelgaard · Konovalovas · Ladagnous · Le Bon · Le Gac · Ludvigsson · Maison · Manzin · Molard · Morabito · Pineau · Pinot · Reichenbach · Reza · Roux · Roy · Sarreau · Vaugrenard · Vichot · Vincent · Armirail (stagiair) · Madouas (stagiair) · Seigle (stagiair)
Antonini · Backaert · Baugnies · De Clercq · Degand · Devriendt · Doubey · Dupont · Eiking · Kreder · Martin · McNally · Meurisse · Minnaard · Offredo · Pasqualon · Smith · Vallée · Van Keirsbulck · Van Melsen · Vanspeybrouck
Bakelants · Bellicaud · De Gendt · De Plus · De Winter · Delacroix · Devriendt · Eiking · Evans · Hermans · Hirt · van der Hoorn · van Kessel · Koch · Kreder · Lammertink · Meintjes · Minali · Pasqualon · Petilli · Planckaert · B. van Poppel · D. van Poppel · Rota · Taaramäe · Van Melsen · Vanspeybrouck · Vliegen · Zimmermann · Girmay (stagiair) · Daemen (stagiair) · De Pooter (stagiair) · Jarnet (stagiair)
Arroyave Cañas · Bettiol · Bissegger   · Caicedo · Camargo · Carr · Carthy · Cepeda (vanaf 1/8) · Chaves · Cort · Doull · Eiking · Guerreiro · Healy · Howes (tot 31/7) · Keukeleire · Kudus · Langeveld · Morton (tot 31/7) · Nakane · Padun · Piccolo (vanaf 1/8) · Powless · Quinn · Rutsch · Scully · Shaw · Steinhauser · Urán · Valgren · J. van den Berg · M. van den Berg · Wiśniowski
Amador · Bettiol · Bissegger   · Caicedo · Camargo · Carapaz · Carr · Carthy · Cepeda · Chaves · Cort · de Bod · Doull · Eiking · Healy · Honoré · Keukeleire · Kudus · Padun · Piccolo · Powless · Quinn · Rutsch · Scully · Shaw · Steinhauser · Urán · J. van den Berg · M. van den Berg · Wiśniowski · van der Lee (stagiair)
Abrahamsen · Andersen · Bendixen · Bévort · Blikra  · Blume Levy · Cort · Dversnes · Eiking (vanaf 8/2) · Fredheim · Gudmestad · Hoelgaard · Holter · Hvideberg · A. Johannessen · T. Johannessen · Kristoff · J. Kulset · M. Kulset · S. Kulset · Larsen · Leknessund · Løland · Resell · Sander Hansen · Skaarseth · Tiller · Urianstad · Wallin · Wærenskjold
Bloem · Bomboi · Budding · Carboni · Christophersen · de Vries · Eiking · Geleijn · Huens · Huyet · Inkelaar · Johannink · Kopecký · Kubiš · Kyffin · Loockx · Maire · Meris · Mouris · Nielsen · Paige · Stockman · Stokbro · Ťoupalík · Verschuren